# 桑迪·丹尼斯
桑迪·丹尼斯（英語：Sandy Dennis，1937年4月27日—1992年3月2日）是美國演員，曾贏得奧斯卡最佳女配角獎。
桑迪·丹尼斯出生於黑斯廷斯 (內布拉斯加州)她有一個兄弟法蘭克。